# Нанне Дальман
Нанне Дальман (фін. Nanne Dahlman; нар. 7 вересня 1970) — колишня фінська тенісистка.
Найвищу одиночну позицію світового рейтингу — 59 місце досягла 1 лютого 1993, парну — 52 місце — 24 червня 1996 року.
Здобула 7 одиночних та 6 парних титулів туру ITF.
Найвищим досягненням на турнірах Великого шолома було 3 коло в одиночному розряді.

## Фінали ITF

### Одиночний розряд (7–3)
| турніри $100,000 |
| турніри $75,000  |
| турніри $50,000  |
| турніри $25,000  |
| турніри $10,000  |

| Результат | Ранг | Дата           | Турнір                    | Покриття   | Суперниця у фіналі | Рахунок       |
| Перемога  | 1.   | 30 січня 1989  | Дандерюд (комуна), Швеція | Тверде     | Гелена Дальстрем   | 4–6, 6–1, 6–4 |
| Поразка   | 2.   | 6 лютого 1989  | Ставангер, Норвегія       | Тверде     | Анна-Карін Ольссон | 3–6, 3–6      |
| Перемога  | 3.   | 29 травня 1989 | Флоренція, Італія         | Ґрунт      | Ізабель Крюдо      | 6–3, 7–6(6)   |
| Поразка   | 4.   | 5 червня 1989  | Мілан, Італія             | Ґрунт      | Рут Сімен          | 6–7, 3–6      |
| Перемога  | 5.   | 29 січня 1990  | Дандерюд (комуна), Швеція | Тверде     | Марія Страндлунд   | 6–3, 6–3      |
| Поразка   | 6.   | 19 квітня 1993 | Барі, Італія              | Ґрунт      | Леа Жирарді        | 6–4, 5–7, 1–6 |
| Перемога  | 7.   | 5 липня 1993   | Лог'я, Фінляндія          | Ґрунт      | Карін Пташек       | 6–2, 7–5      |
| Перемога  | 8.   | 4 липня 1994   | Лог'я, Фінляндія          | Ґрунт      | Ґаель Татон        | 6–3, 6–2      |
| Перемога  | 9.   | 5 лютого 1995  | Кобург (місто), Німеччина | Тверде (i) | Гелена Вілдова     | 3–6, 6–3, 6–3 |
| Перемога  | 10.  | 3 липня 1995   | Лог'я, Фінляндія          | Ґрунт      | Карін Пташек       | 7–6(4), 6–1   |

### Парний розряд Фінали (6-5)
| Результат | No  | Дата             | Турнір             | Покриття   | Партнерка        | Суперниці у фіналі                        | Рахунок       |
| Поразка   | 1.  | 5 вересня 1988   | Альяна, Італія     | Ґрунт      | Анне Аалонен     | Марція Гроссі Барбара Романо              | 6–4, 6–7, 4–6 |
| Поразка   | 2.  | 17 квітня 1989   | Казерта, Італія    | Тверде     | Кейт Макдоналд   | Євгенія Манюкова Наталія Медведєва        | 4–6, 4–6      |
| Перемога  | 3.  | 29 травня 1989   | Флоренція, Італія  | Ґрунт      | Мішель Андерсон  | Наталі Бодон Катеріна Ноццолі             | 6–3, 6–3      |
| Поразка   | 4.  | 19 червня 1989   | Бриндізі, Італія   | Ґрунт      | Ренне Стаббс     | Флоренсія Лабат Еріка Делоун              | 3–6, 6–7      |
| Поразка   | 5.  | 14 серпня 1989   | Будапешт, Угорщина | Ґрунт      | Зільке Франкль   | Гана Фукаркова Дениса Крайчовичова        | 6–4, 3–6, 3–6 |
| Перемога  | 6.  | 28 серпня 1989   | Арцакена, Італія   | Тверде     | Анне Аалонен     | Роса Б'єльса Ханет Соуто                  | 6–1, 6–1      |
| Перемога  | 7.  | 2 вересня 1991   | Арцакена, Італія   | Тверде     | Яна Поспішилова  | Ілана Бергер Луїс Флемінг                 | 3–6, 6–3, 6–1 |
| Перемога  | 8.  | 27 червня 1994   | Пловдив, Болгарія  | Ґрунт      | Жанетта Гусарова | Катержина Крупова-Шишкова Ленка Немечкова | 6–4, 6–4      |
| Перемога  | 9.  | 16 січня 1995    | Турку, Фінляндія   | Тверде     | Петра Торен      | Лінда Янссон Анна-Карін Свенссон          | 6–3, 6–4      |
| Перемога  | 10. | 12 серпня 1996   | Бронкс, США        | Тверде     | Клер Вуд         | Лізель Губер Хрістіна Пападакі            | 6–2, 6–3      |
| Поразка   | 11. | 3 листопада 1996 | Стокгольм, Швеція  | Тверде (i) | Марія Страндлунд | Сандра Клейнова Гелена Вілдова            | 5–7, 4–6      |